# St. Michael (Büschdorf)

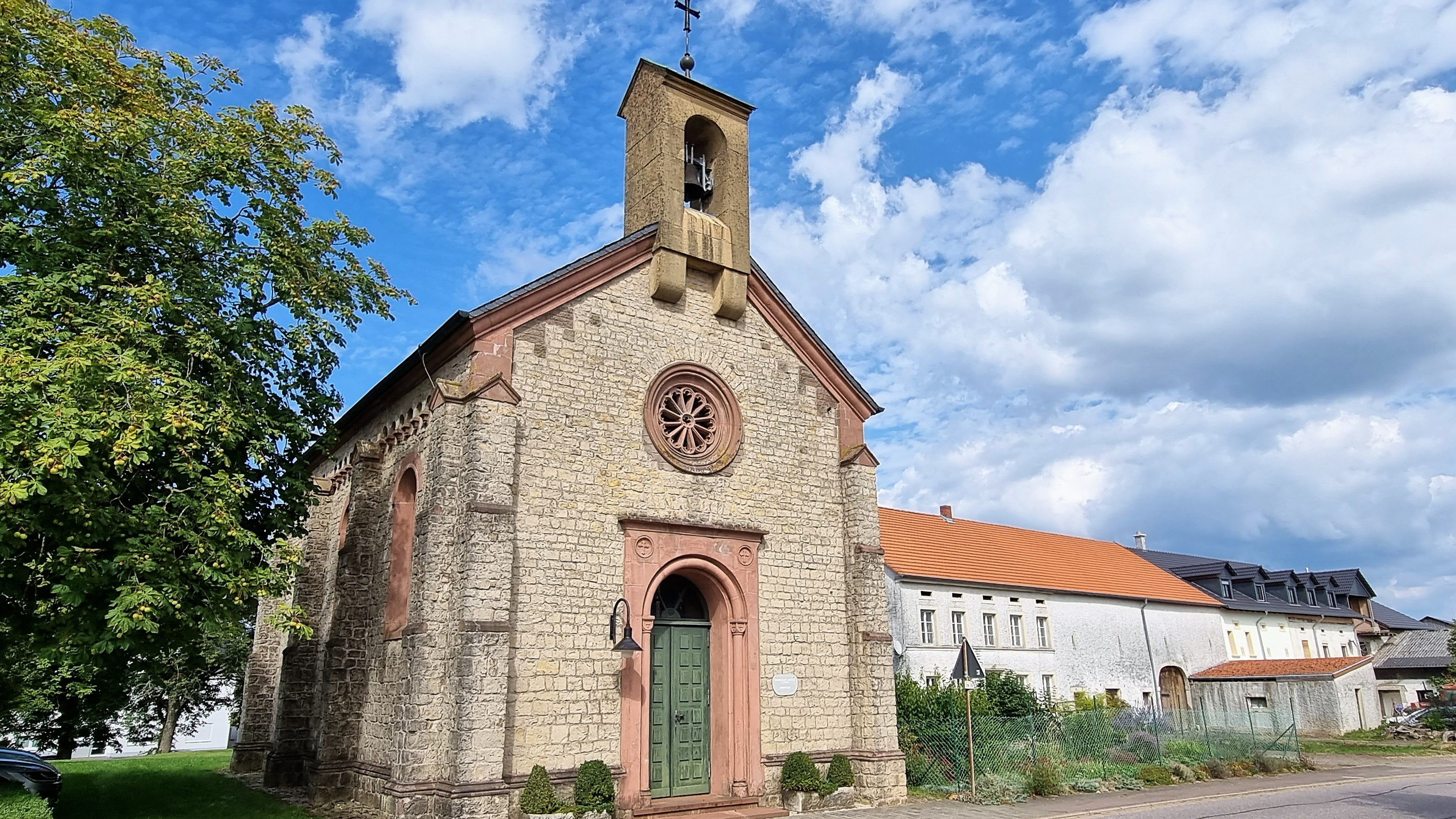
Büschdorf, Kapelle St. Michael

Die Kapelle Erzengel St. Michael, kurz St. Michael, ist eine römisch-katholische Filialkirche im Ortsteil Büschdorf der saarländischen Gemeinde Perl. Sie steht als Einzeldenkmal unter Denkmalschutz.

## Geschichte
Bereits im Jahr 1569 berichtete ein Visitationsprotokoll von einer Bernhardskapelle im Dorf. 1867 kam es zu einem Neubau im Zentrum des Dorfes durch die politische Gemeinde. Sie wurde dem Erzengel Michael geweiht und steht rund 150 m von der alten Kapelle entfernt, die in der Folgezeit als Scheune genutzt wurde.
1939 sprengte die Wehrmacht den kleinen Turm der Kapelle. 1986 und von 2004 bis 2007 wurde das Gebäude innen und außen restauriert. 

## Architektur
Der  Saalbau mit halbrundem Chor wurde mit neoromanischen und neogotischen Stilelementen erbaut und steht giebelseitig zur Straße. Das aus gelben Ziegeln geschaffene Gotteshaus besitzt rot abgesetzte Laibungen und Traufgesimse. Bogenfriese schmücken den Bau, Strebewerk gliedert ihn zusätzlich. In der südlichen Giebelseite sitzt ein einfaches Rundbogenportal aus rotem Sandstein über dem eine Fensterrose prangt. Darüber befindet sich ein Giebelreiter aus gelbem Sandstein im Satteldach.

## Ausstattung

### Sakrale Kunst
Die Künstlerin Agnes Büdinger schuf 2009 für die Kapelle eine Fahne mit Abbildung des Erzengels Michael und Fahne mit St. Antonius und dem Jesus-Kind. Zur Ausstattung der Kirche gehören zwei Terracotta-Figuren des St. Josef und des St. Aloisius, die wahrscheinlich aus dem Merziger Werk von Villeroy & Boch stammen. Außerdem stehen auf Konsolen eine Herz-Jesu-Statue, eine Lourdes-Madonna, ein hl. Aloysius und ein hl. Josef. Vor der Apsis hängt auf der rechten Seite ein Kruzifix, auf der linken Seite ein Marienbild der Mater Ter Admirabilis.

### Tisch- und Hochaltar
Der Tischaltar stammt aus der Mitte 1960er Jahre. Die Sandsteinmensa wird von 4 Säulen getragen und stammt aus einer Trierer Kirche.
Von dem neugotischen Hochaltar wurde die Mensa entfernt, sodass nur noch der restliche Unterbau und das zweistufige Retabel erhalten sind. Der Altar aus grauem Sandstein war ursprünglich für die 1864 in Wallerfangen gebaute Schlosskapelle St. Joseph gefertigt worden und 1882 vom Besitzer Eugen von Boch der Gemeinde Büschdorf entweder verkauft oder geschenkt. Das Retabel des Altars ist rund  2,20 m breit und 4,5 m hoch und besitzt ein Drehtabernakel. In einer Spitzbogennische links neben Tabernakel steht der hl. Michael, rechts neben Tabernakel der hl. Bernhard. In einer weiteren Spitzbogennische über dem Tabernakel steht eine Madonna mit Kind, die links und rechts von je eine Erzengelstatue flankiert wird.